# 개박달나무
개박달나무(Betula chinensis)는 자작나무과의 갈잎큰키나무 또는 떨기나무이다.

## 생태
껍질은 회색, 작은가지는 자갈색이다. 잎은 난형 또는 원형, 길이 4cm, 가장자리에 잔 톱니가 있으며, 뒷면 맥에 털이 있다. 꽃은 암수한그루이며 수꽃이삭은 가지 끝에서 밑으로 처지고, 암꽃이삭은 난형이다. 열매는 소견과이며 갈색이다. 개화기는 5월, 결실기는 9-10월이며

### 분포
중국, 내몽골, 한국이 원산지이며, 한반도에서는 각처의 산 중턱 이상의 숲속에서 산다.

## 쓰임새
목재를 차륜·도구·장식재 등으로 쓴다.